# Younousse Sankharé
Younousse Sankharé (Sarcelles, 10 de septiembre de 1989) es un futbolista francés que juega de centrocampista en el F. C. 93 Bobigny del Championnat National 2.

## Selección nacional
Ha sido internacional con la selección de fútbol sub-21 de Francia. En categoría absoluta decidió representar a la selección de fútbol de Senegal con la que ha jugado en 7 ocasiones.

## Clubes
| Club                        | País     | Año       |
| --------------------------- | -------- | --------- |
| París Saint-Germain F. C.   | Francia  | 2007-2011 |
| Stade de Reims (cedido)     | Francia  | 2009      |
| Dijon F. C. O. (cedido)     | Francia  | 2010-2011 |
| Dijon F. C. O.              | Francia  | 2011-2013 |
| Valenciennes F. C. (cedido) | Francia  | 2013      |
| E. A. Guingamp              | Francia  | 2013-2016 |
| Lille O. S. C.              | Francia  | 2016-2017 |
| F. C. Girondins de Burdeos  | Francia  | 2017-2019 |
| PFC CSKA Sofía              | Bulgaria | 2020-2021 |
| P. A. E. Panathinaikos      | Grecia   | 2021      |
| Giresunspor                 | Turquía  | 2021-2022 |
| F. C. 93 Bobigny            | Francia  | 2024-     |

## Palmarés

### Títulos nacionales
| Título                     | Club                      | País    | Año  |
| -------------------------- | ------------------------- | ------- | ---- |
| Copa de la Liga de Francia | París Saint-Germain F. C. | Francia | 2008 |
| Copa de Francia            | París Saint-Germain F. C. | Francia | 2010 |